# Federico Gutiérrez

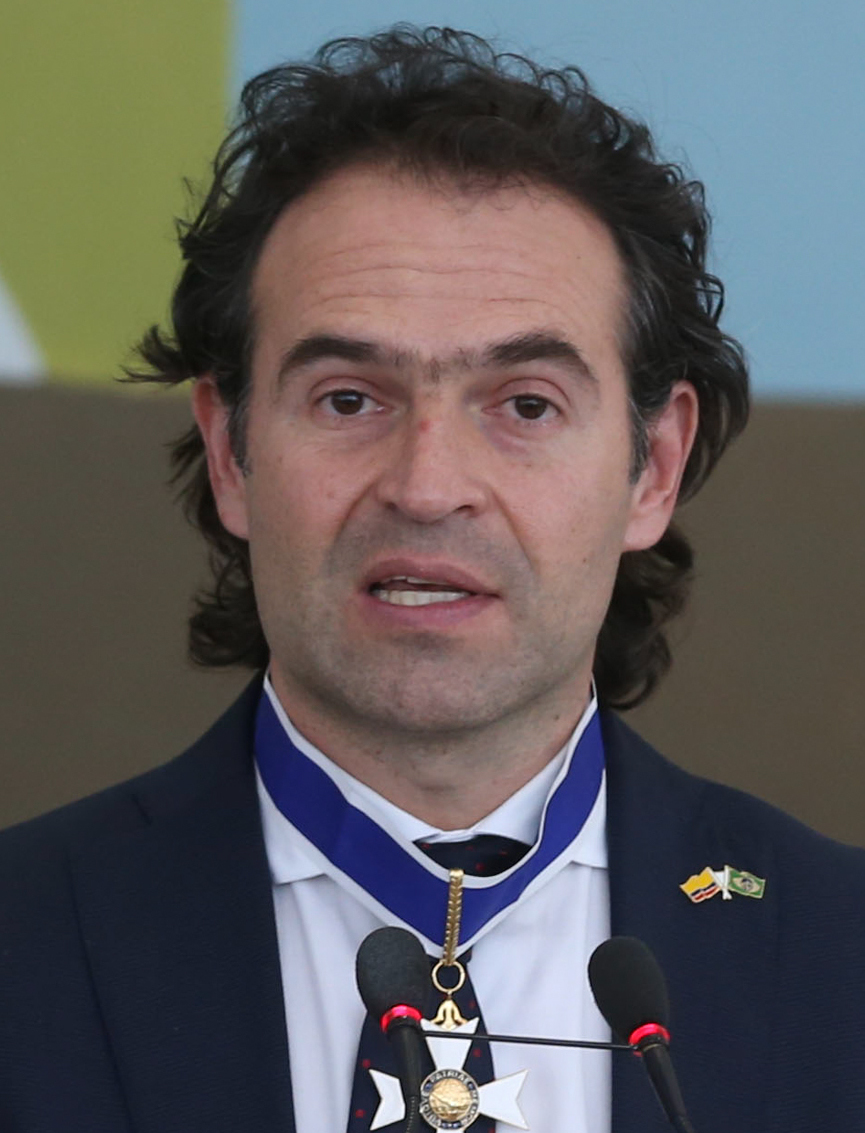
Federico Gutiérrez

Federico Gutiérrez Zuluaga (* 28. November 1974 in Medellín) ist ein kolumbianischer Ingenieur und Politiker. Von 2016 bis 2020 war er Oberbürgermeister von Medellín. 

## Leben
Gutiérrez studierte Bauingenieurwesen und Management an der Universidad de Medellín sowie Politikwissenschaft an der Universidad Pontificia Bolivariana. Er war unter anderem als Berater für HGI Consultores tätig.
2003 wurde er für die Nuevo Partido und 2007 für die Partido de la U in den Stadtrat von Medellín gewählt. 2008 wurde er Präsident des Stadtrates.
Er gewann am 25. Oktober 2015 die Oberbürgermeisterwahl von Medellín, der Hauptstadt des Departamento de Antioquia und der zweitgrößten Stadt Kolumbiens gegen seinen Gegenkandidaten Juan Carlos Vélez mit 246.221 Stimmen (35,8 %). Das Amt hatte er bis 2020 inne und wurde dann von Daniel Quintero Calle abgelöst.
Er kandidierte bei der Präsidentschaftswahl 2022 und belegte mit knapp 24 % den dritten Platz. Damit verfehlte er die Stichwahl.
Gutiérrez wird als konservativ bzw. dem rechten Flügel zugehörig eingeschätzt, erhielt aber auch Unterstützung der liberalen Partei.